# Louge
El Louge es un río francés que fluye en el departamento del Alto Garona. Es un afluente directo del Río Garona, en la margen izquierda.

## Geografía
De 100 km de longitud, el Louge tiene su nacimiento en la meseta de Lannemezan, en la ciudad de Villeneuve-Lécussan en el límite de la ciudad de Pinas, departamento de Altos Pirineos y desemboca en la orilla izquierda del Río Garona en Muret, en el departamento de Alto Garona.

## Principales afluentes
- el Nere: 33,3 km
- el Peyre: 10,4 km
- Arroyo del Rabé: 10,3 km
- Arroyo del Aussau: 11,9 km
- Arroyo de Luz: 8 km
- Arroyo de las Marignas: 9,1 km
- Arroyo de Gragnon: 9,5 km

## Comunas atravesadas
- Alto Garona: Villeneuve-Lécussan, Franquevielle, Loudet, Le Cuing, Lodes, Saint- Ignan, Lalouret-Laffiteau, Larcan, Saint-Marcet, Cassagnabère-Tournas, Aulon, Peyrouzet, Aurignac, Boussan, Montoulieu-Saint-Bernard, Benque Alan, Bachas, Terrebasse, Lescuns, Francon, Montoussin, Mondavezan, Le Fousseret, Saint-Élix-le-Château, Marignac-Lasclares, Lafitte-Vigordane, Gratens, Peyssies, Bois-de-la-Pierre, Longages, Lavernose Lacasse, Le Fauga, Saint-Hilaire y Muret, es decir, 35 municipios.[2]

## Hidrología

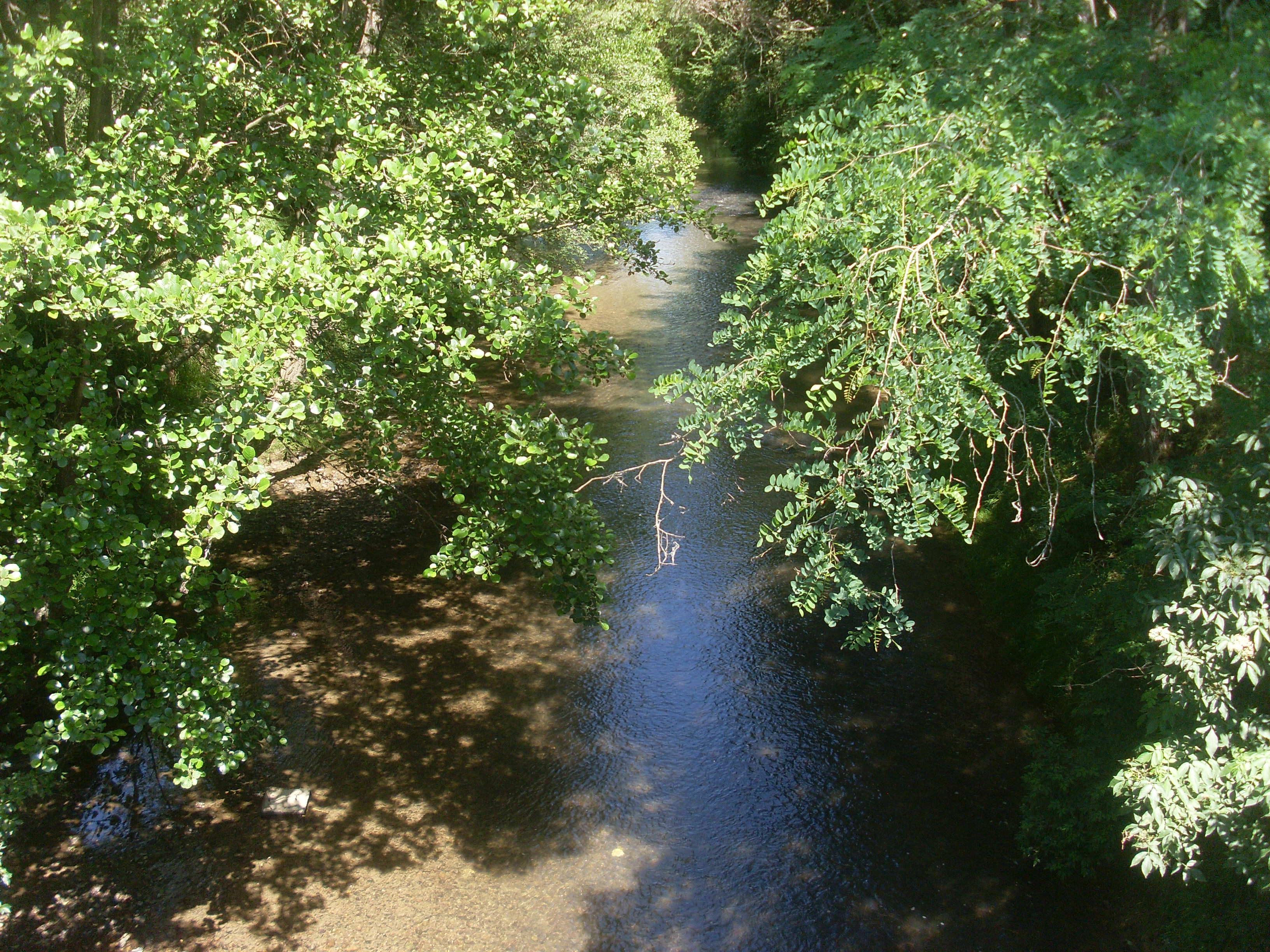
El Louge en Saint-Élix-le-Château.

Durante los períodos de estiaje, su curso se mantiene para el riego y para las necesidades de agua potable y saneamiento, a través del canal Saint-Martory. Por tanto, los caudales que se indican a continuación se modifican parcialmente por la intervención humana.
El Louge es un río bastante irregular. Su flujo se observó durante un período de 41 años (1968-2008), en Muret, localidad del departamento de Haute-Garonne ubicada en su confluencia con el Garona. La superficie así estudiada es de 486 km², es decir, toda la cuenca del río.
El caudal del río en Muret es de 6,14 m³/s.
El Louge es un río bastante regular en el contexto de la cuenca de Aquitania oriental. Sin embargo, experimenta fluctuaciones estacionales bastante claras en el flujo. Los altos niveles de agua se dan en invierno y se caracterizan por caudales medios mensuales que oscilan entre 7,76 y 9,65 m³/s, de diciembre a febrero inclusive (con un máximo muy claro en febrero). En marzo, el flujo experimentó una caída significativa seguida de un repunte de abril a junio. El bajío de verano se produce de julio a septiembre inclusive, provocando una caída del caudal medio mensual a 3,11 m³ en agosto. Pero estos promedios mensuales ocultan fluctuaciones mucho más pronunciadas durante períodos cortos o de un año a otro. En estiajes, el caudal puede caer a 0,240 m³/s, en el caso de un período seco de cinco años.
Las inundaciones pueden ser bastante importantes, dado el tamaño de la cuenca. El caudal instantáneo máximo registrado en Muret fue de 236 m³/s el 9 de julio de 1977, mientras que el valor máximo diario fue de 135 m³/s el mismo día.
El Louge es un río bastante abundante que forma parte de los afluentes del Garona desde las estribaciones pirenaicas. La lámina de agua que fluye hacia su cuenca es de 403 milímetros al año, lo que es significativamente más alto que el promedio general de Francia (320 milímetros), e incluso ligeramente más alto que el promedio de la cuenca del Garona (384 milímetros en Mas-d'Agenais). El caudal específico alcanza la robusta cifra de 12,7 litros por segundo por kilómetro cuadrado de estanque.